# パピルサグ
パピルサグ（Pabilsag、パビルサグ）は、メソポタミア神話に伝わるララク市の都市神でエンリルの子。名は「射手」の意味ともいわれるが、諸説ある。
シュメル語版の洪水伝説や、パビルサグ神のニップル詣で等の文献に現れる、ニンイシンナ女神の配偶神。
ギルガメシュ叙事詩、エヌマ・エリシュ等に登場する合成獣、ギルタブルルとは別の存在。
パビルサグ崇拝は初期王朝期にさかのぼるが、姿形などの詳細は不明。古バビロニア時代にはニンウルタ（ニヌルタ）・ニンギルスと同一視され、ヘレニズム期に蠍の尾を持つ半人半馬の姿で表されるようになる。ケンタウロスの原型であると言われる。メソポタミアの星座の1つともなっており、いて座の元となった。